# Info Norden
Info Norden är Nordiska ministerrådets informationstjänst för privatpersoner och företag som önskar arbeta, flytta, studera, resa eller etablera sig inom Norden.
På Info Nordens webbportal finns information om allt från bostadssituation, utbildningssystem och att söka arbete till sjukförsäkring, skatter och regler för föräldraledighet i de nordiska länderna. 
Info Norden spelar en viktig roll i Nordiska ministerrådets arbete med eliminering av gränshinder mellan de nordiska länderna. Info Norden identifierar och analyserar sådana problem och sådan brist på information som privatpersoner och företag kan stöta på när de förflyttar sig inom Norden. Problemen rapporteras vidare till Nordiska ministerrådet. 
Info Norden startade 1998 som en telefontjänst. 2002 lanserade man sin webbportal som vänder sig både till privatpersoner, företag och myndigheter. I december 2010 lades webbplatsen info norden ned och all information flyttades över till Nordiska ministerrådets och Nordiska rådets webbplats Norden.org.